# Mossula kiriwina
Mossula kiriwina är en insektsart som beskrevs av Morgan Hebard 1922. Mossula kiriwina ingår i släktet Mossula och familjen vårtbitare. Inga underarter finns listade i Catalogue of Life.